# Igarapé Poção
Igarapé Poção är ett vattendrag i Brasilien.   Det ligger i delstaten Pará, i den centrala delen av landet, 1 800 km nordväst om huvudstaden Brasília.
Omgivningarna runt Igarapé Poção är en mosaik av jordbruksmark och naturlig växtlighet. Trakten runt Igarapé Poção är nära nog obefolkad, med mindre än två invånare per kvadratkilometer.